# Nejc Pečnik
Nejc Pečnik (ur. 3 stycznia 1986 w Dravogradzie) – słoweński piłkarz grający na pozycji ofensywnego pomocnika.

## Kariera klubowa
Karierę piłkarską Pečnik rozpoczął w zespole NK Dravograd. W 2003 roku odszedł do Publikum Celje i w jego barwach zadebiutował w pierwszej lidze słoweńskiej. Największe sukcesy z tym klubem osiągnął w sezonie 2004/2005, gdy zajął 3. miejsce w lidze oraz zwyciężył w finale Pucharu Słowenii z ND Gorica (1:0).
W 2008 roku Pečnik przeszedł do czeskiej Sparty Praga. W pierwszej lidze czeskiej zadebiutował 9 sierpnia 2008 w wygranym 2:0 wyjazdowym spotkaniu z SK Kladno. W Sparcie rozegrał 4 spotkania w rundzie jesiennej, a zimą wrócił do NK MIK CM Celje i grał w nim do zakończenia sezonu 2008/2009.
Latem 2009 roku Pečnik przeszedł do portugalskiego CD Nacional z Madery. W portugalskiej ekstraklasie po raz pierwszy wystąpił 15 sierpnia 2009 w meczu ze Sportingiem (1:1).
W 2011 roku Pečnik został wypożyczony do rosyjskiej Krylji Sowietow Samara.
| Sezon   | Klub                     | Kraj       | Rozgrywki         | Mecze | Bramki |
| ------- | ------------------------ | ---------- | ----------------- | ----- | ------ |
| 2003/04 | Publikum Celje           | Słowenia   | Prva Liga         | 1     | 0      |
| 2004/05 | Publikum Celje           | Słowenia   | Prva Liga         | 7     | 0      |
| 2005/06 | Publikum Celje           | Słowenia   | Prva Liga         | 30    | 2      |
| 2006/07 | NK MIK CM Celje          | Słowenia   | Prva Liga         | 31    | 2      |
| 2007/08 | NK MIK CM Celje          | Słowenia   | Prva Liga         | 35    | 14     |
| 2008/09 | Sparta Praga             | Czechy     | I. Gambrinus Liga | 4     | 0      |
| 2008/09 | NK MIK CM Celje          | Słowenia   | Prva Liga         | 15    | 3      |
| 2009/10 | CD Nacional              | Portugalia | Primeira Liga     | 24    | 2      |
| 2010/11 | CD Nacional              | Portugalia | Primeira Liga     | 9     | 0      |
| 2011    | Krylja Sowietow Samara   | Rosja      | Priemjer-Liga     | 21    | 1      |
| 2011/12 | CD Nacional              | Portugalia | Primeira Liga     | 4     | 0      |
| 2012/13 | Sheffield Wednesday      | Anglia     | Championship      | 10    | 0      |
| 2013/14 | FK Crvena zvezda Belgrad | Serbia     | Super liga Srbije | 28    | 7      |
| 2014/15 | FK Crvena zvezda Belgrad | Serbia     | Super liga Srbije | 15    | 2      |

## Kariera reprezentacyjna
W reprezentacji Słowenii Pečnik zadebiutował 1 kwietnia 2009 roku w przegranym 0:1 meczu eliminacji do Mistrzostw Świata w RPA z Irlandią Północną. Swoją pierwszą bramkę strzelił w pierwszym meczu barażowym do MŚ w RPA w przegranym meczu z Rosją (1-2). Natomiast jego reprezentacja wygrała drugi mecz 1-0 i awansowała na mistrzostwa.